# 天主教巴雷图斯教区
天主教巴雷圖斯教區（拉丁語：Dioecesis Barretensis），是巴西一個天主教教區，位於聖保羅州北部，包括十三市。屬里貝朗普雷圖總教區。
教區成立於1973年4月14日，2012年有教友282,000人，佔總人口80.1%。有廿三個堂區、司鐸四十人。現任教區主教為埃德米爾森·阿馬多爾·卡埃塔諾。